# Нічний експрес (поїзд)
Нічни́й експрéс (НЕ) — за класифікацією Міністерства інфраструктури України, що є чинною з 2011 року — нічний швидкий потяг, який курсує в прямому та місцевому сполученні. 

## Основні вимоги
- Маршрутна швидкість 70 км/год і більше при допустимій швидкості до 200 км/год;
- вагони РІЦ, СВ та купейні[1].

Потреба у внесенні змін виникла у зв’язку з розробкою нової системи класифікації пасажирських поїздів згідно з Указом Президента України «Про Національний план дій на 2011 рік щодо впровадження Програми економічних реформ на 2010—2014 роки «Заможне суспільство, конкурентоспроможна економіка, ефективна держава», а також із проведенням заходів у рамках підготовки до чемпіонату Європи з футболу 2012 року.
До цього часу на Укрзалізниці діють «Правила перевезення пасажирів, багажу, вантажобагажу та пошти залізничним транспортом України», затверджені наказом Мінтрансзв'язку від 27.12.2006 № 1196.

## Нічні експреси в Україні
| Поїзди категорії «Нічний експрес» | Поїзди категорії «Нічний експрес» | Поїзди категорії «Нічний експрес» | Поїзди категорії «Нічний експрес» | Поїзди категорії «Нічний експрес»                                                                      |
| №                                 | Назва                             | Маршрут сполучення                | Дата призначення                  | Примітки                                                                                               |
| --------------------------------- | --------------------------------- | --------------------------------- | --------------------------------- | --- |
| 1/2                               | «Єдність»                         | Костянтинівка — Івано-Франківськ  | 10 грудня 2017                    | Через російське вторгнення в Україну маршрут поїзда тимчасово обмежений до станції Харків-Пасажирський |
| 3/4                               | «Нічний експрес»                  | Запоріжжя — Ужгород               | 16 грудня 2018                    | |
| 5/6                               | «Нічний експрес»                  | Маріуполь — Рахів                 | 13 грудня 2021                    | Через російське вторгнення в Україну поїзд тимчасово курсує за маршрутом Запоріжжя — Івано-Франківськ  |
| 7/8                               | «Пальміра»»                       | Харків — Одеса                    | 27 грудня 2017                    | |
| 7/8                               | «Нічний експрес»                  | Київ — Чернівці                   | 17 січня 2017                     | |
| 9/10                              | «Приазов'я»                       | Київ — Маріуполь                  | 30 березня 2019                   | Через російське вторгнення в Україну тимчасово скасований                                              |
| 11/12                             | «Західний експрес»                | Одеса — Львів                     | 29 жовтня 2017                    | |
| 15/16                             | «Владислав Зубенко»               | Харків — Рахів                    | 10 грудня 2017                    | |
| 17/18                             | «Сковорода-Експрес»               | Харків — Мукачево — Ужгород       | 7 липня 2015 / 10 грудня 2016     | |
| 19/20                             | «Нічний експрес»                  | Попасна — Лисичанськ — Київ       | 1 жовтня 2018                     | Через російське вторгнення в Україну тимчасово скасований                                              |
| 21/22                             | «Вечірні зорі»                    | Харків — Трускавець               | 10 вересня 2020                   | Маршрут поїзда обмежений до станції Львів                                                              |
| 29/30                             | Нічний експрес»                   | Київ — Ужгород                    | 2019                              | |
| 31/32                             | «Нічний експрес»                  | Херсон — Ужгород                  | 24 грудня 2020                    | Через російське вторгнення в Україну тимчасово скасований                                              |
| 32/31                             | Нічний експрес»                   | Запоріжжя — Перемишль             | 11 червня 2022                    | |
| 38/37                             | «Нічний експрес»                  | Київ — Запоріжжя                  | 11 листопада 2017                 | |

У планах Укрзалізниці розширити мережу маршрутів поїздів категорії «Нічний експрес».